# Liogluta pagana
Liogluta pagana är en skalbaggsart som först beskrevs av Wilhelm Ferdinand Erichson 1839.  Liogluta pagana ingår i släktet Liogluta, och familjen kortvingar. Enligt den finländska rödlistan är arten sårbar i Finland. Arten är reproducerande i Sverige. Artens livsmiljö är parker, gårdsplaner och trädgårdar.